# Plocamione ornata
Plocamione ornata är en svampdjursart som först beskrevs av Arthur Dendy 1924.  Plocamione ornata ingår i släktet Plocamione och familjen Raspailiidae. Inga underarter finns listade i Catalogue of Life.